# Tensor de rosca

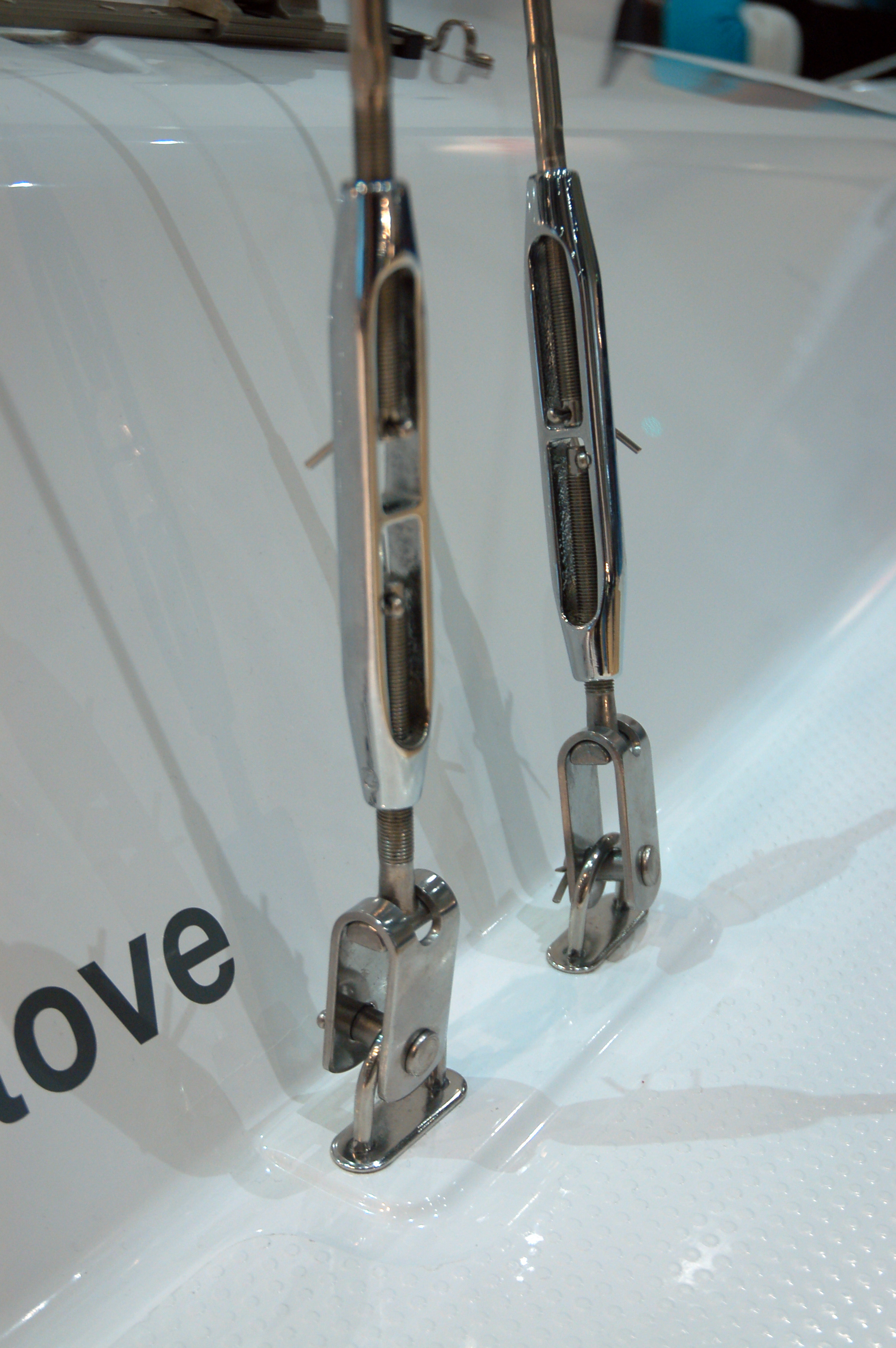
Dos tensors d’obencs fixats a la coberta d’un iot mitjançant cadenots.

En la indústria, la nàutica i altres activitats, un tensor de rosca és un dispositiu mecànic que permet aplicar una força de tensió a una peça determinada. Un tensor roscat consta de tres peces: un suport (amb doble rosca femella en els extrems; cadascuna en sentit contrari a l’altra) i dos ganxos o agafadors (amb rosca mascle). Una de les aplicacions típiques és la tensió d’un cable. Un dels extrems del tensor es fixa a una part “ferma”, l’altre extrem es fixa a un dels caps d’un cable. L’altre cap del cable va fixat a l'element esctructural que convingui. Girant el suport del tensor és possible tensar o afluixar la tracció del cable.
El tensor de rosca és un cas particular de tensor mecànic. Hi ha altres tensors que basen la seva acció en dispositius diferents de la rosca.

## Principi físic

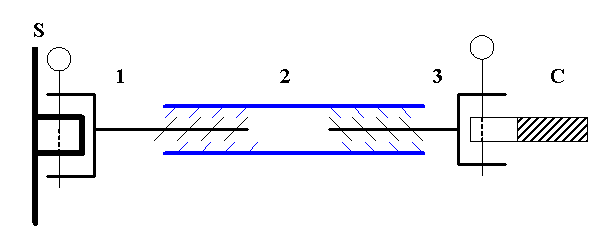
Esquema d’un tensor de rosca.

Quan un cargol mascle normal gira en el sentit de les agulles del rellotge dins d’una rosca femella immobilitzada, hi ha un moviment relatiu i el cargol entra dins de la rosca femella. En un tensor de rosca els extrems disposen d’elements amb rosques mascle (un a dretes i l’altre a esquerres, respectivament). Els extrems no poden girar per les seves unions amb els elements a tensionar. Quan gira el suport, dotat de rosques femelles, els elements roscats mascles entren o surten (en funció del senti de gir). Quan el tensor de rosca s’escurça aplica una força de tracció que provoca la tensió desitjada.

## Altres aplicacions

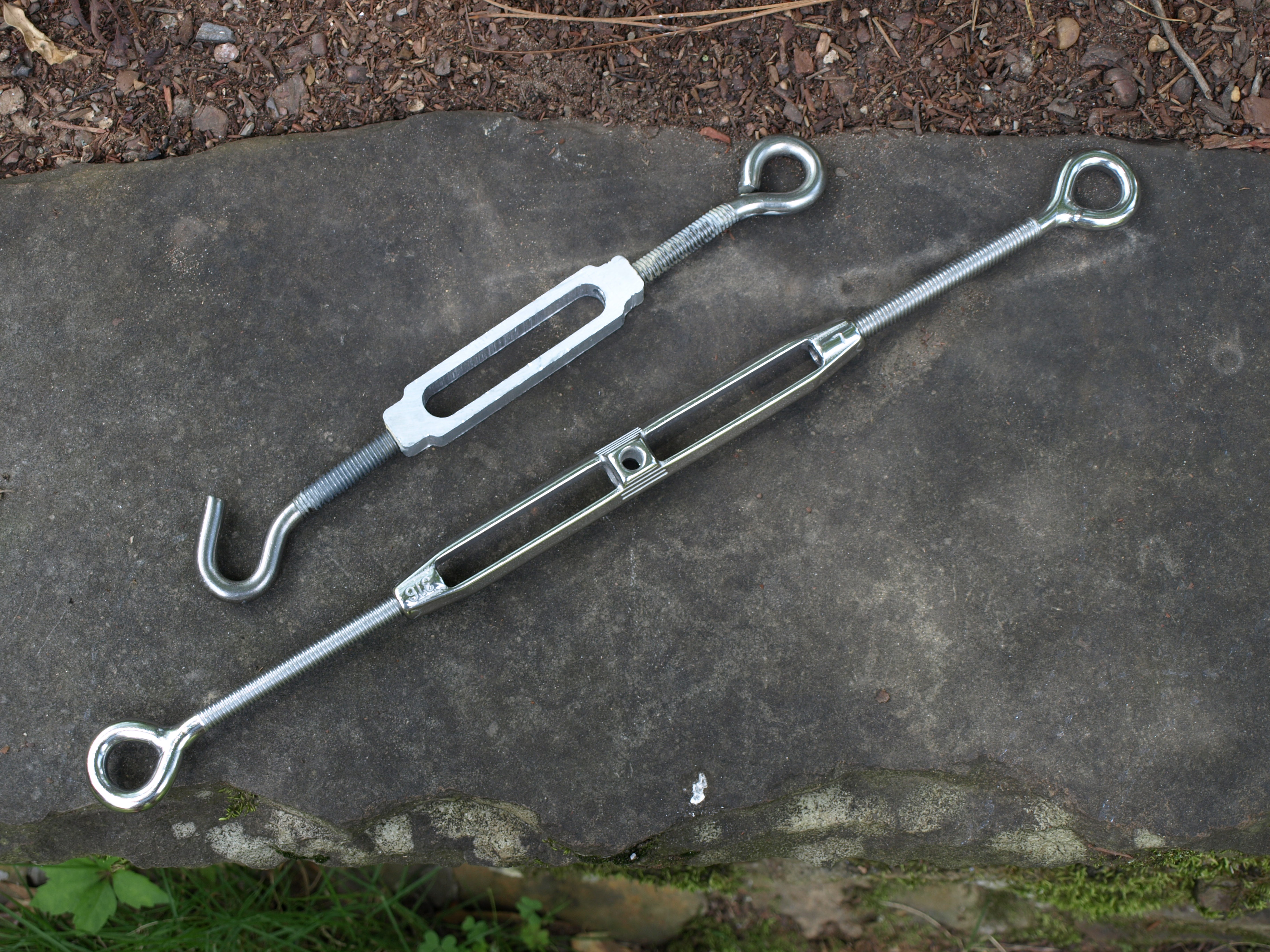
Tensors d’alumini i acer inoxidable
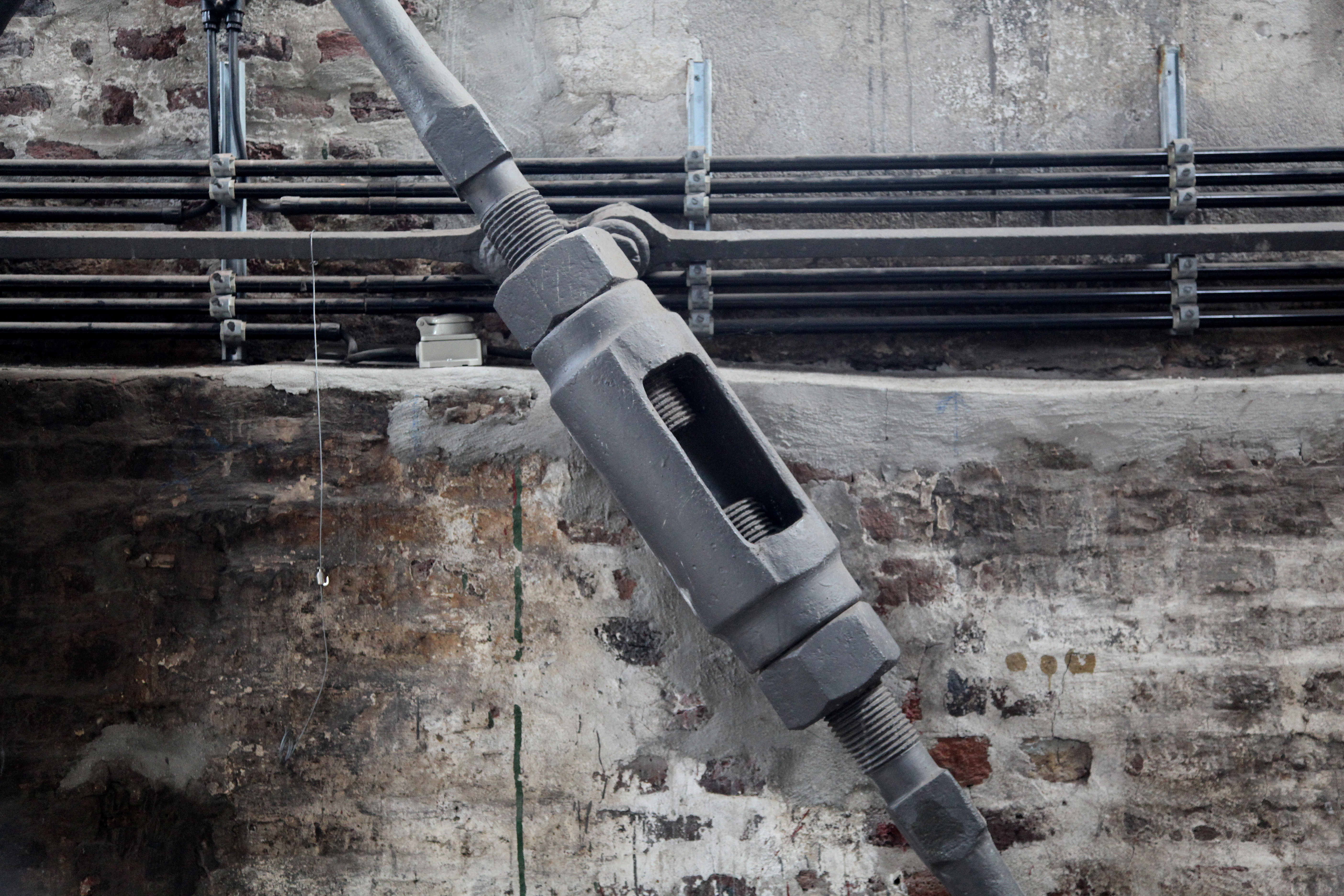
Tensor emprat en construcció
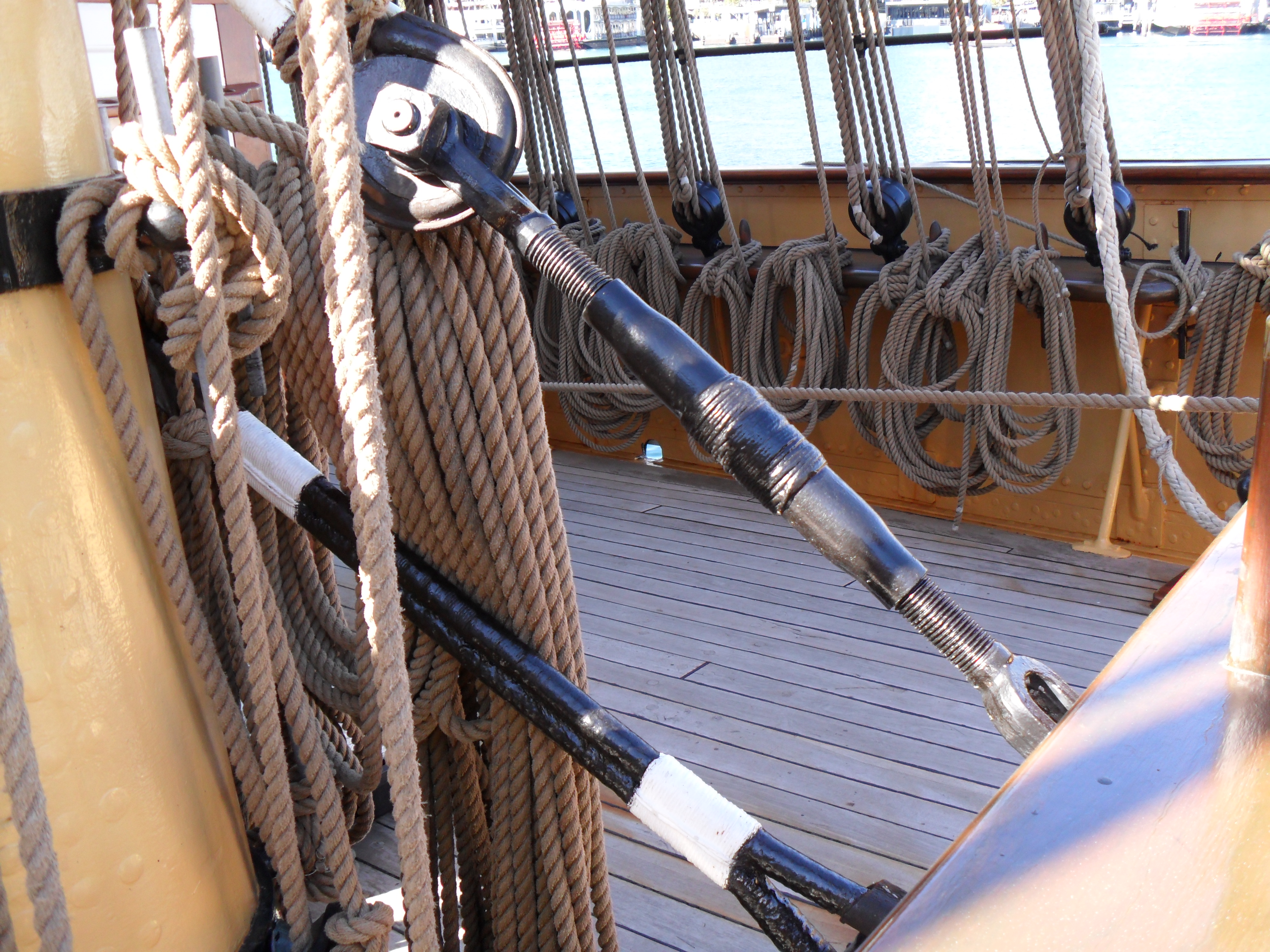
Tensor d’estai en un gran veler
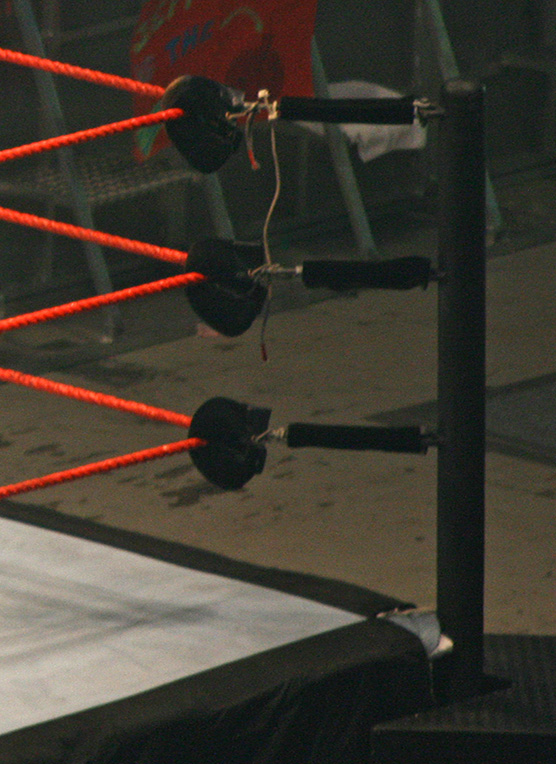
Tensors protegits i encoixinats en un ring de boxa
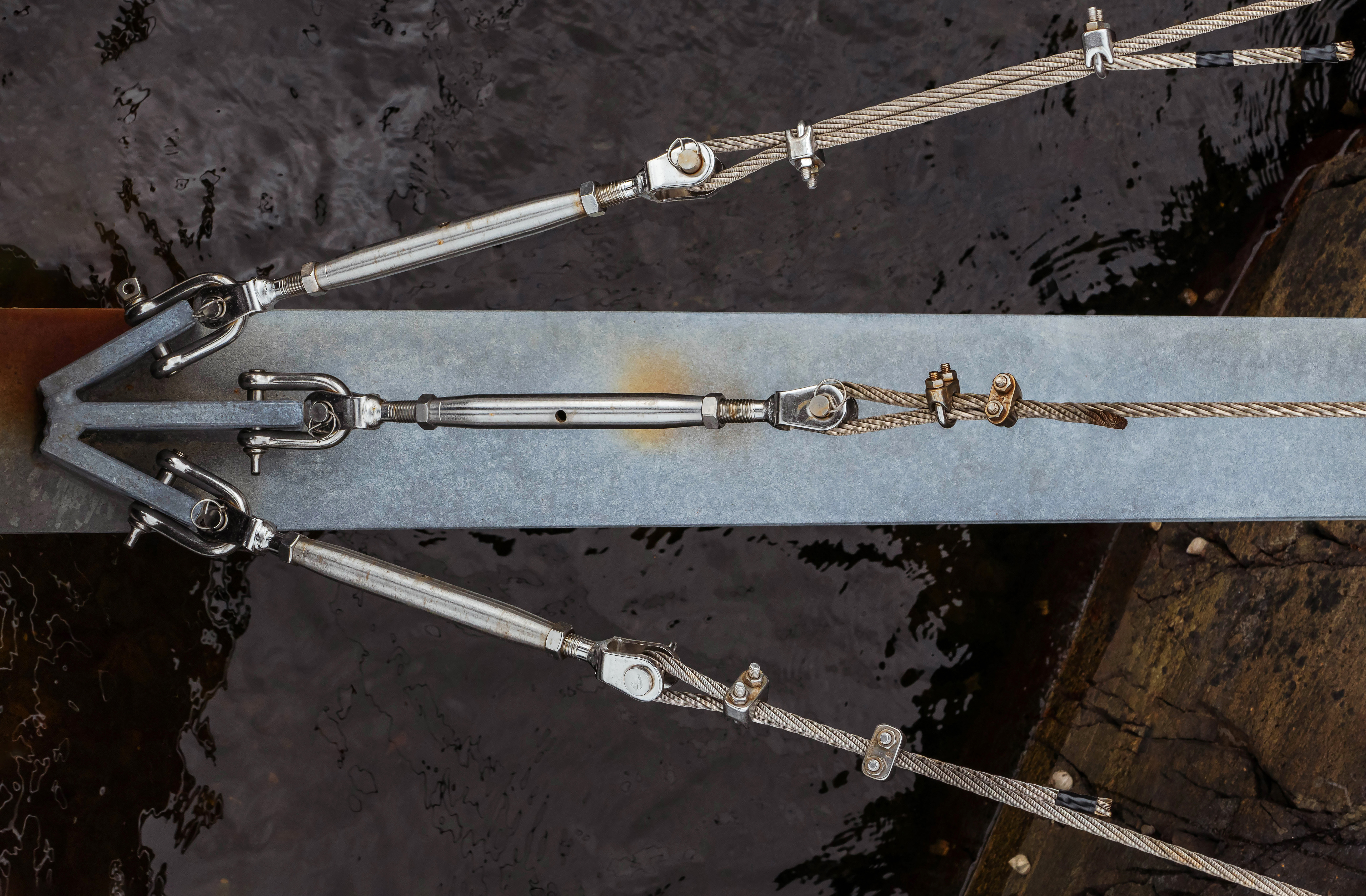
Tensors en una rampa d’embarcador

## Altres tensors

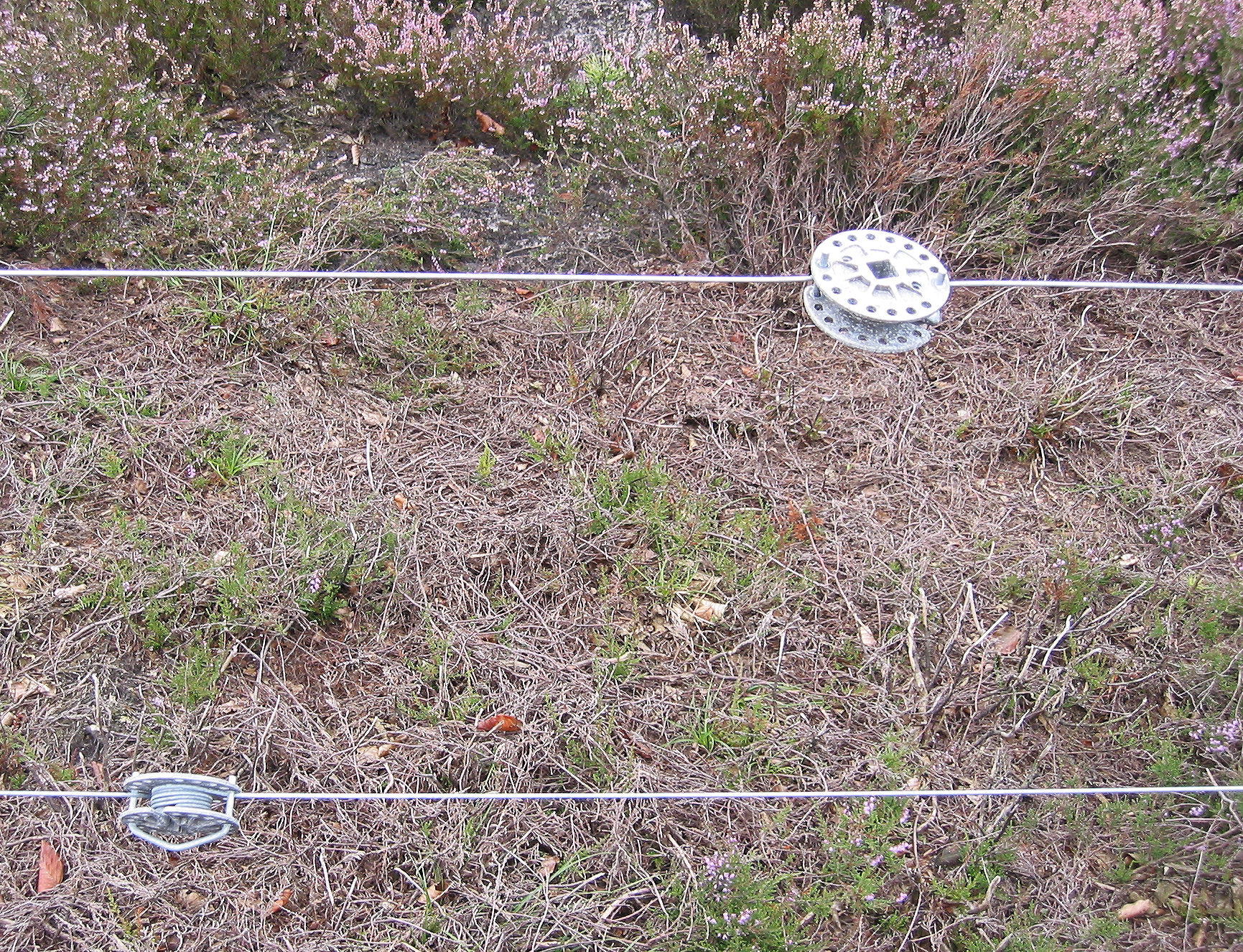
Tensor d’alumini per a filferro
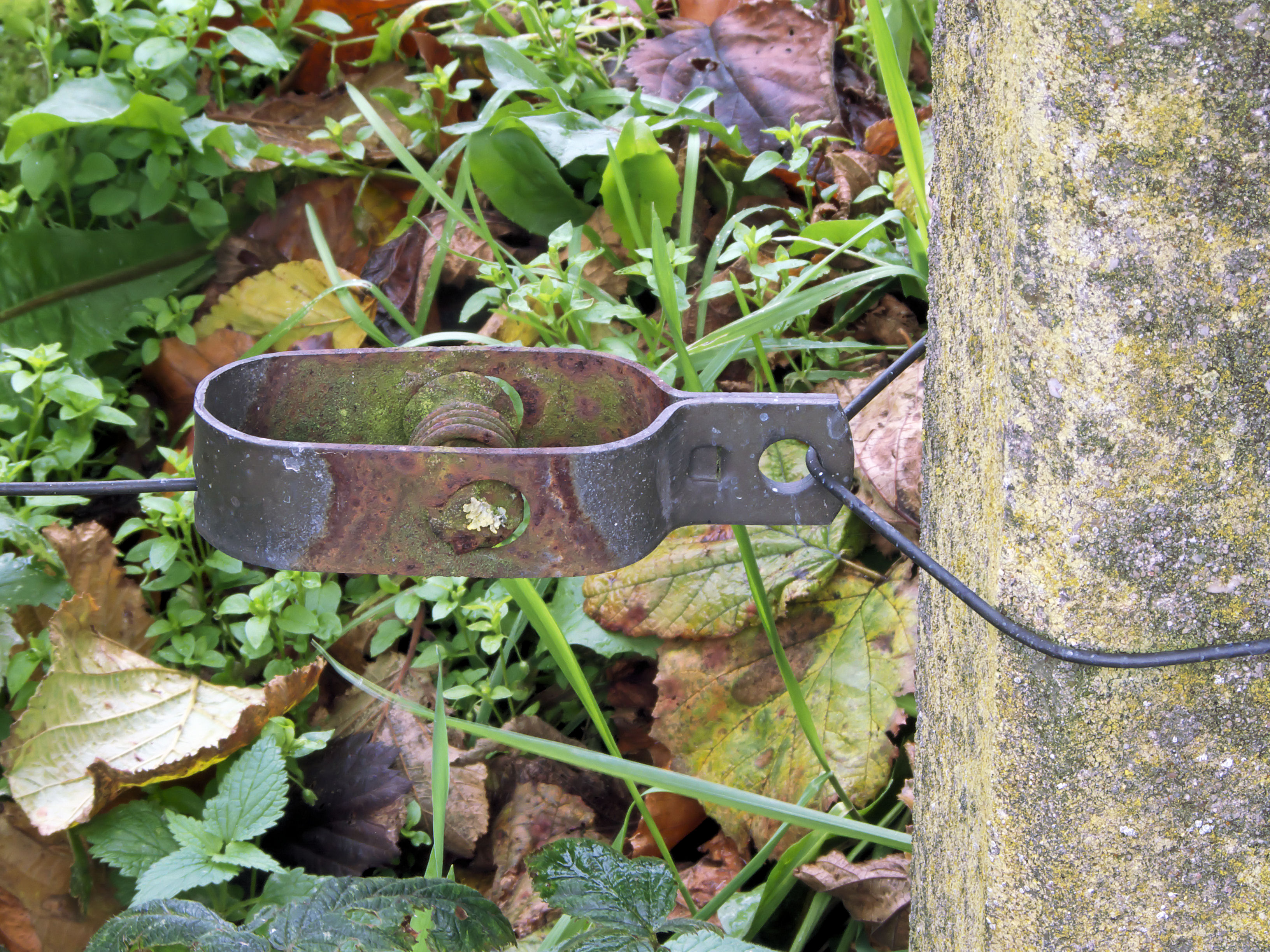
Tensor per a filferro